# 모르텐 올센 (축구인)
모르텐 올센(Morten Per Olsen, 1949.8.14-)는 전 덴마크의 축구 선수이며, 전직 덴마크 국가대표팀 감독이다.현역시절 대기만성형 선수로 이름을 날렸다.

## 수상

### 개인
- 덴마크 올해의 선수상 : 1983,1986

### 클럽
안데를레흐트
- 벨기에 퍼스트 디비전 우승 3회 : 1980–81, 1984–85, 1985–86
- UEFA 컵 우승 : 1982–83
- UEFA 컵 준우승 : 1983–84

### 감독
브뢴뷔 IF
- 덴마크 1부리그(1991년이전)과 덴마크 수페르리가 우승 2회 : 1990,1991

아약스
- 에레디비시 우승 : 1997–98
- KNVB컵 우승 : 1997–98

## 같이 보기
- A매치 100경기 이상 출전한 축구 선수 명단